# Didymocarpus mollis
Didymocarpus mollis är en tvåhjärtbladig växtart som beskrevs av Nathaniel Wallich och A. Dc.. Didymocarpus mollis ingår i släktet Didymocarpus och familjen Gesneriaceae. Inga underarter finns listade i Catalogue of Life.